# Кулябко-Корецкий, Николай Григорьевич
Никола́й Григо́рьевич Куля́бко-Коре́цкий (1846 — 1931, Ленинград) — русский земский статистик и публицист.

## Биография
Из дворянского рода Кулябко-Корецких. После окончания Киевского университета недолго служил в судебном ведомстве. В начале 1870-х годов принимал участие в киевском кружке Аксельрода — Лурье. Осенью 1875 года жил в Кишинёве и занимался транспортировкой запрещённой литературы в Россию. В 1875—1879 годах — в эмиграции.
После публицистических занятий (в «Знании», «Отечественных записках», «Земском обзоре», «Земстве» и др.) с 1880 года стал работать в полтавском губернском земстве, где с 1889 по 1896 годы занимал должности заведующего статистическим, а потом экономическим бюро этого земства. Главной заслугой Кулябко-Корецкого в развитии земской статистики можно считать выработку программы земской статистики «Ежегодников».
С 1897 по 1900 годы был секретарём Императорского вольного экономического общества и редактором его «Трудов». В Полтаве под редакцией Кулябко-Корецкого были изданы VIII—XV тт. экономического описания губернии, составлены свод постановлений полтавского губернского земства за 1862—1885 годы, обзоры сельского хозяйства и многие отдельные монографии и доклады по статистико-экономическим вопросам. Из статей в «Трудах Императорского вольного экономического общества» выделяется «Исторический очерк деятельности Императорского вольного экономического общества со времени его основания» (1897), «К истории продовольственного дела в России» (1898) и «Районы хлебной производительности Европейской России и Западной Сибири» (1903).

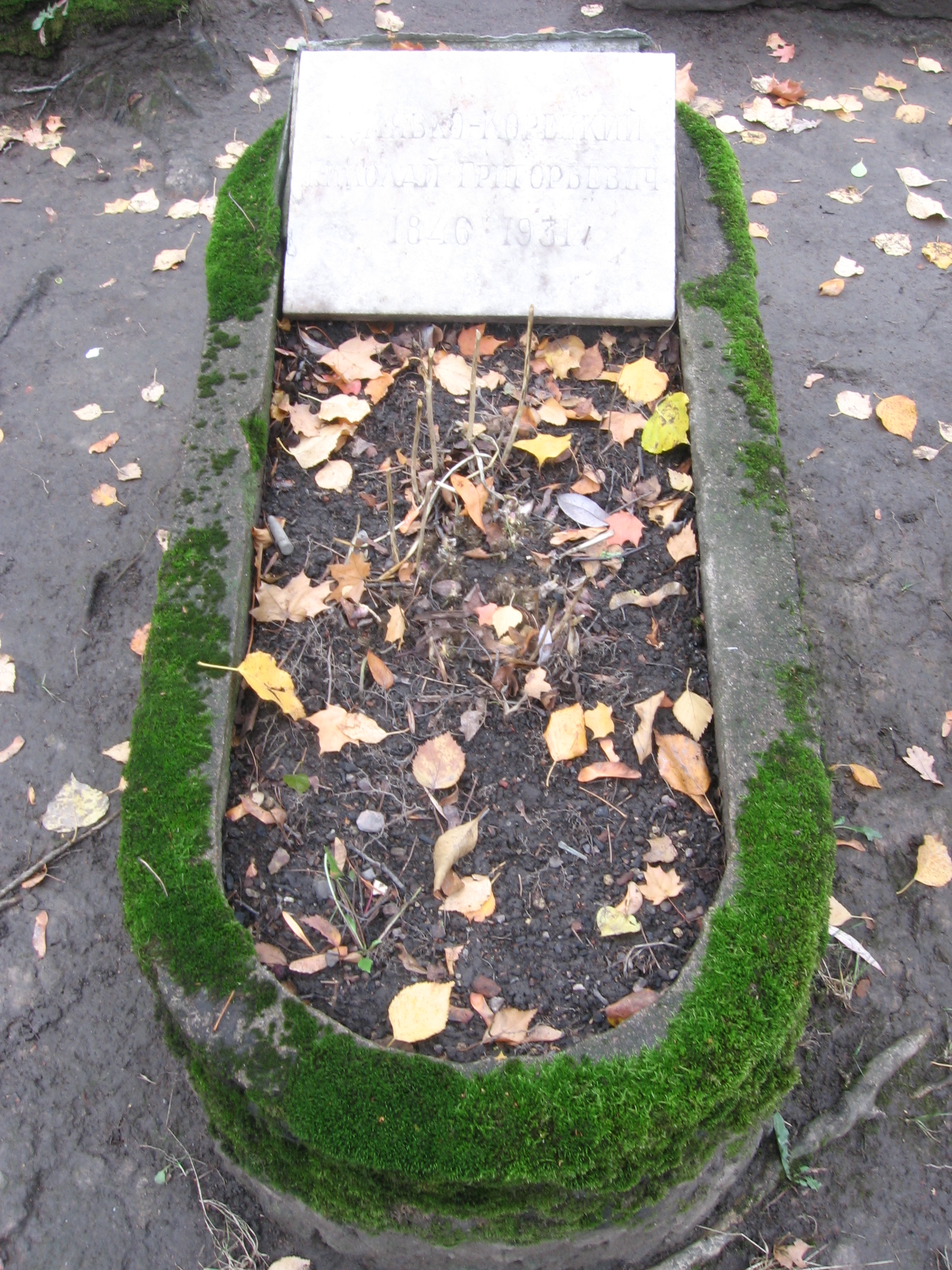
Надгробие Н. Г. Кулябко-Корецкого на Литераторских мостках

Похоронен на Литераторских мостках.

## Сочинения
- Краткий исторический очерк деятельности И. В. Э. общества со времени его основания, преимущественно в деле собирания и разработки статистических сведений о России и распространения знаний в населении : (Речь, чит. секр. Н. Г. Кулябко-Корецким в торжеств. заседании О-ва 22 авг. 1897 г. при приеме членов Междунар. стат. ин-та). — СПб., [1897]. — 18 с.
- Из давних лет: воспоминания лавриста. — М., 1931. — 311 с.